# Capital Hill
Capital Hill es una localidad de Santa Lucía, que forma parte del distrito de Castries.